# Johann Michael Petzinger

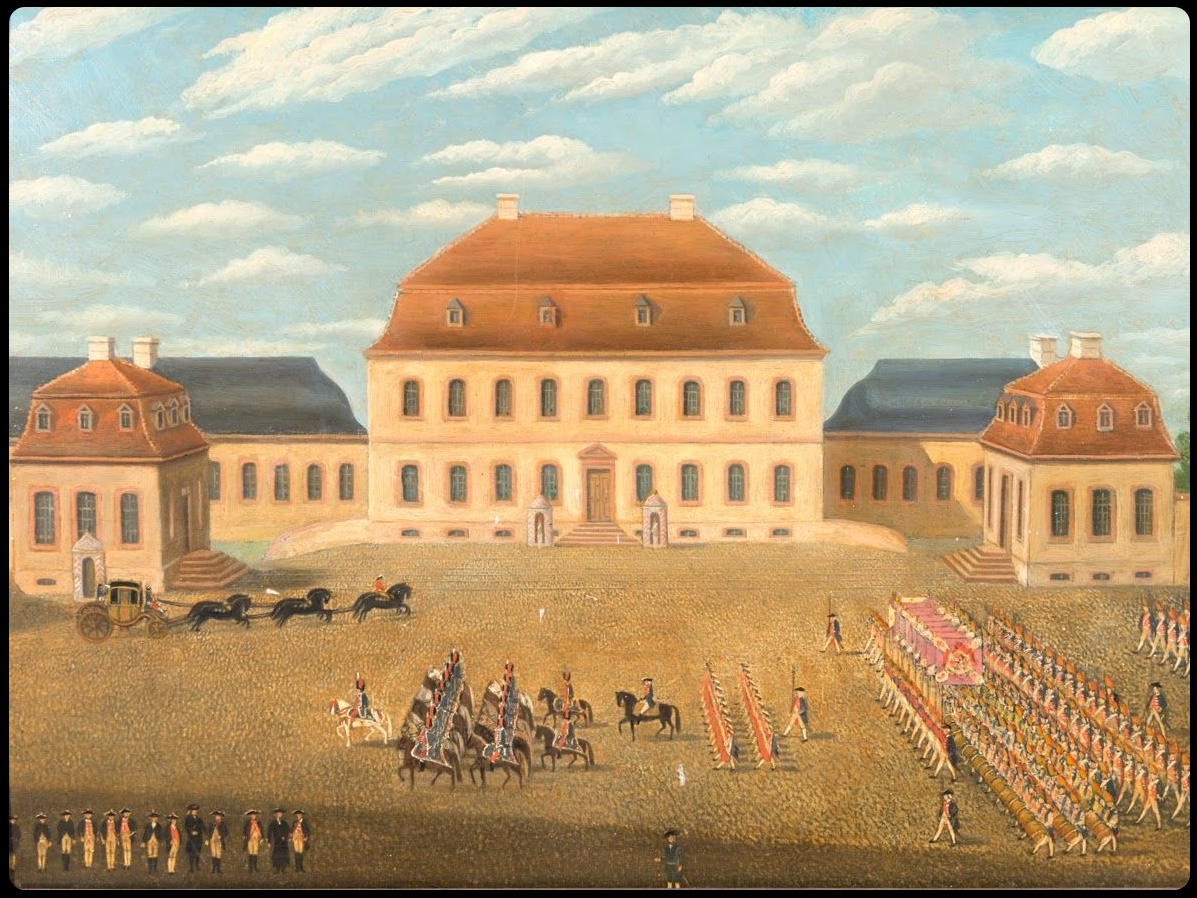
Das Pirmasenser Schloss auf einem Ölgemälde von Petzinger

Johann Michael Petzinger (* 5. Mai 1763 in Pirmasens; † 27. Januar 1833 in Darmstadt) war ein hessen-darmstädtischer Soldaten- und Hofmaler sowie Ingenieur. Er arbeitete erst für Prinz Friedrich von Hessen-Darmstadt und wurde nach dessen Tod vom Landgrafen Ludwig X. zum Hofmaler berufen. Schwerpunkt seiner Werke sind militärische Darstellungen, darunter Soldaten in Uniform, aber auch Bilder von Pirmasens als Garnisons- und Residenzstadt unter Landgraf Ludwig IX. Ende des 18. Jahrhunderts.

## Leben

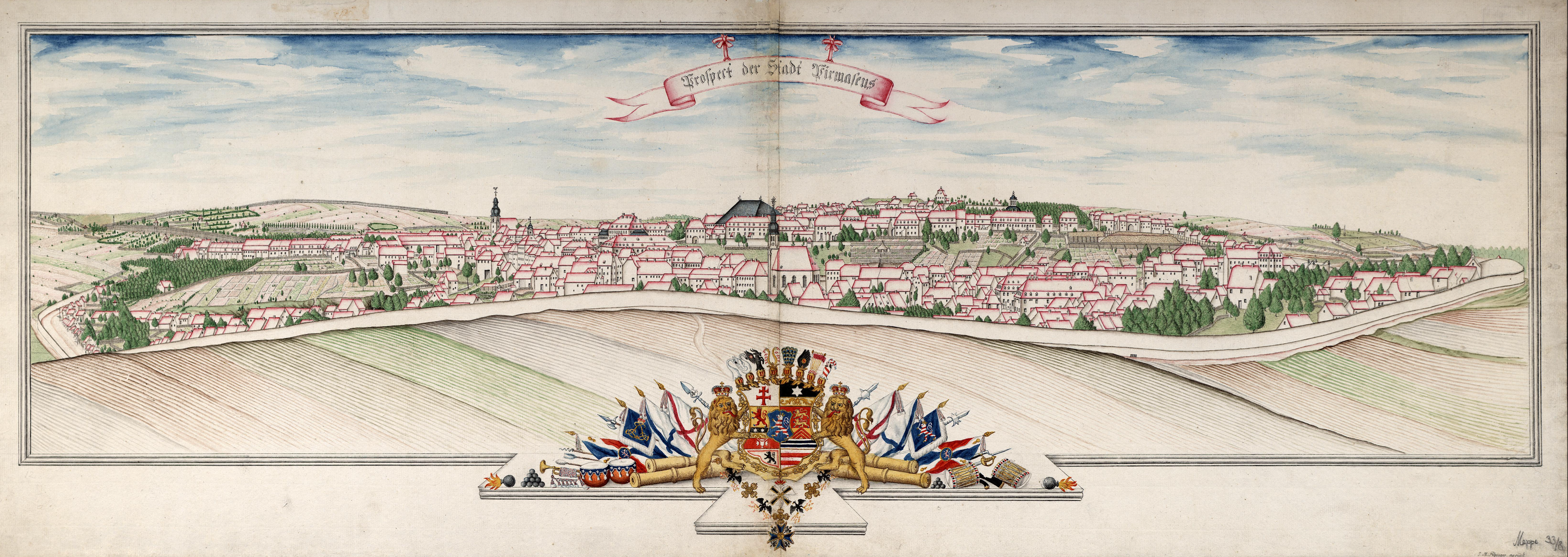
Blick auf die Stadt Pirmasens im Jahr 1790 nach Johann Michael Petzinger

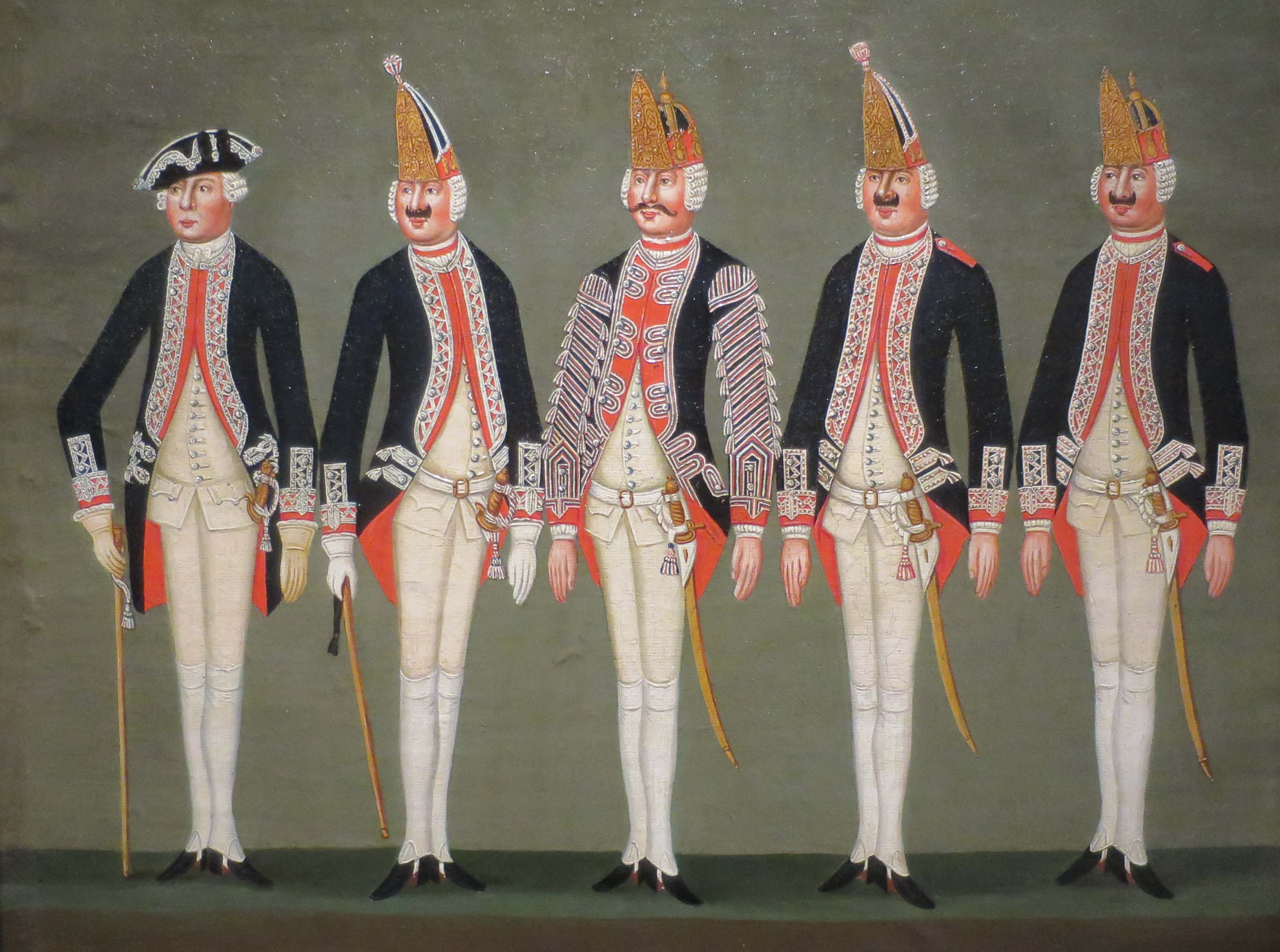
Soldaten des Landgrafen Ludwig IX. auf einem Bild von Petzinger

Petzingers Eltern waren der Soldat Johann Petzinger aus Langenhain und dessen Frau Maria Margaretha, Tochter des Darmstädter Bäckers Johann Nikolaus Knerr. Zum Zeitpunkt seiner Geburt diente der Vater als Korporal in der Garnison von Pirmasens, das der zukünftige Landgraf Ludwig IX. zu seiner Residenz und dem größten hessen-darmstädtischen Militärstützpunkt ausbauen ließ. Im Jahr 1763 hatte das ursprüngliche Walddorf Pirmasens gerade die Stadtrechte erhalten.
Mit 18 Jahren trat Johann Michael im Jahr 1781 als Grenadier im Regiment Landgraf selbst ins Militär ein, das die Haupterwerbsquelle für die 4500 Einwohner der Stadt darstellte, von denen etwa 1500 Grenadiere waren. Bis 1783 stieg er zum Sergeanten auf, wechselte 1784 in das Regiment Erbprinz und 1790 in das Regiment Hanau-Lichtenberg. Im selben Jahr starb der Landgraf, die Residenz wurde aufgelöst und die Garnison deutlich verkleinert. Das Regiment Hanau-Lichtenberg blieb noch bis 1791 in Pirmasens stationiert. Im Laufe der 1790er Jahre verließ Petzinger die Stadt und ging nach Darmstadt. Dort nahm ihn Prinz Friedrich von Hessen-Darmstadt, der zweite Sohn Ludwigs IX., als Maler in seinen Dienst. Wann und wo Petzinger seine Malkenntnisse erwarb, ist nicht bekannt. Für den Prinzen erstellte er vor allem Bilder des Pirmasenser Militärlebens, in dem er großgeworden war.
Als Prinz Friedrich im März 1802 starb, trat Petzinger in den Dienst von dessen älterem Bruder, Landgraf Ludwig X., der ihn am 1. Juni 1802 zum Hofmaler ernannte. Erneut waren es insbesondere Motive des hessen-darmstädtischen Militärs, die er darstellen sollte. Etwa 1808 beauftragte ihn der inzwischen zum Großherzog aufgestiegene Landesherr mit der Aufsicht über dessen Bauprojekte am Genfer See. Zusammen mit Generalleutnant Heinrich Joseph von Oyen (1771–1850) reiste Petzinger dorthin, um als Bauingenieur auf den Schweizer Gütern seines Landesherrn zu arbeiten. 1809 kehrte er von dort nach Darmstadt zurück. Wo er seine Kenntnisse als Ingenieur erworben hat, ist ebenfalls unklar.
Zurück am Hofe des Großherzogs widmete er sich nun hauptsächlich der Darstellung neuer Militäruniformen. Zunehmend litt er allerdings unter Paranoia und fühlte sich ständig von der Polizei verfolgt, angeblich verursacht durch eine unglückliche Liebe. Geplagt von immer stärkeren Depressionen, verübte er im März 1813 einen Selbstmordversuch. Der Pfarrer Ludwig Friedrich Baur aus Wixhausen im Norden Darmstadts fand den schwer verletzten Petzinger in einem Wassergraben und versorgte ihn erst in einer nahegelegenen Mühle, bevor er ihn zu seinem Haus brachte. Dort erholte Petzinger sich und es gefiel ihm dort so gut, dass er nicht nach Darmstadt zurückkehrte, sondern beim Pfarrer und dessen Familie blieb. Er nahm die Malerei wieder auf und porträtierte unter anderem die gesamte Pfarrersfamilie und die Familie des Verwalters Rheinwald aus Gräfenhausen.
Petzinger begleitete den Pfarrer auch bei dessen Umzügen nach Beedenkirchen im Odenwald im Juni 1814 und nach Messel im Jahr 1824. In diesem Jahr fertigte er noch einmal zehn Gemälde mit Militärbezug an, darunter mehrere Darstellungen von Pirmasens. Pfarrer Baur starb am 7. April 1828. Petzinger kehrte danach nach Darmstadt zurück, wo er fünf Jahre später, vermutlich in relativer Einsamkeit, starb. Von seinen Gemälden blieben nur wenige erhalten, die allerdings immer noch einen bedeutenden Einblick in das hessen-darmstädtische Militär und die Pirmasenser Garnisonszeit vermitteln. Der Kunsthistoriker Ernst Emmerling würdigte Petzinger im Jahr 1933 als einzigen wirklichen Künstler unter den hessischen Soldatenmalern.